# 天主教托爾托納教區
天主教托爾托納教區（拉丁語：Dioecesis Derthonensis），是義大利一個天主教教區。屬熱那亞總教區。
教區位於亞歷山德里亞省、帕維亞省和熱那亞省交界。2010年有教友273,490人，佔總人口97.7%。有314個堂區、司鐸202名。現任教區主教為瑪爾定·卡內薩。

## 歷史
教區相傳是由在120年殉道的聖馬星開教，本屬米蘭總教區。第一位有文獻記載的主教出現於4世紀下半葉。由於拿破崙佔領當局的壓力，1803年6月1日教區被撤銷，至1817年7月17日恢復，並改屬熱那亞總教區。